# Toru Iwatani
Tōru Iwatani (japanska: 岩谷徹?, Iwatani Tōru), född 25 januari 1955 i Meguro kommun i Tokyo, Japan, är en japansk datorspelstillverkare. Han är mest känd som upphovsman till det stilbildande spelet Pac-man från 1980. Sedan 2007 undervisar han vid Tokyo polytekniska.  

## Fotnoter
1. ↑  Museum of Modern Arts webbsamling, MoMA konstnärs-ID: 42596, läs online, läst: 4 december 2019.[källa från Wikidata]